# Vice: Project Doom
Vice: Project Doom (ガンデック? Gun-Dec) è un videogioco del 1991 sviluppato da Aicom e pubblicato da Sammy Corporation per Nintendo Entertainment System.

## Modalità di gioco
Vice: Project Doom presenta un gameplay che combina elementi di un platform a scorrimento verticale, con sezioni di gioco simili a Spy Hunter e Operation Wolf.